# Георектификация
Георектификация (от др.-греч. γῆ «Земля» + лат. rectus — прямой и facio — делаю) — процесс приведения географических данных в соответствие с реальными координатами на поверхности Земли. Этот процесс часто используется в картографии и геоинформационных системах (ГИС) для корректировки изображений, карт или других пространственных данных, чтобы они точно соответствовали географическим координатам.
Георектификация может включать в себя:
- Сопоставление: определение контрольных точек на изображении и их соответствие известным координатам на карте или в реальном мире.
- Трансформация: применение математических преобразований (например, аффинных или полиномиальных) для корректировки и выравнивания изображения.
- Интерполяция: заполнение пробелов и создание непрерывного изображения на основе скорректированных данных.

Этот процесс важен для обеспечения точности и достоверности географической информации, что особенно критично в таких областях, как градостроительство, экология, транспорт и многих других.